# Hendrik de Villiers
Pour les articles homonymes, voir de Villiers.
Hendrik de Villiers né le 22 décembre 1981 à Pretoria en Afrique du Sud est un triathlète professionnel, triple champion d'Afrique de triathlon (2005, 2007 et 2008). 

## Biographie
Fils d'un médecin et d'une gardienne d'enfants, Hendrik de Villiers commence le triathlon à l'âge de 18 ans.

## Palmarès triathlon
Le tableau présente les résultats les plus significatifs (podium) obtenus sur le circuit international de triathlon depuis 2005,.
| Année | Compétition                               | Pays           | Position           | Temps           |
| ----- | ----------------------------------------- | -------------- | ------------------ | --------------- |
| 2011  | Championnats d'Afrique                    | Mozambique     | Médaille d'argent  | 1 h 56 min 57 s |
| 2010  | Championnats d'Afrique                    | Afrique du Sud | Médaille d'argent  | 1 h 56 min 56 s |
| 2008  | Championnats d'Afrique                    | Tunisie        | Médaille d'or      | 1 h 50 min 53 s |
| 2008  | Xterra Allemagne                          | Allemagne      | Médaille de bronze | Timing          |
| 2007  | Championnats d'Afrique                    | Maurice        | Médaille d'or      | 1 h 46 min 53 s |
| 2007  | Coupe d'Afrique - l'étape de Richards Bay | Afrique du Sud | Médaille d'or      | 1 h 52 min 53 s |
| 2007  | Coupe d'Afrique - l'étape de Mariental    | Namibie        | Médaille d'or      | 2 h 3 min 5 s   |
| 2006  | Triathlon de Londres                      | Royaume-Uni    | Médaille d'or      | 1 h 45 min 35 s |
| 2006  | Coupe d'Afrique - l'étape de Richards Bay | Afrique du Sud | Médaille d'or      | 2 h 0 min 17 s  |
| 2005  | Championnats d'Afrique                    | Afrique du Sud | Médaille d'or      | 1 h 52 min 50 s |

## Palmarès biathlé
| Discipline/Année                            | 2001 | 2002 | 2003 |
| ------------------------------------------- | ---- | ---- | ---- |
| Championnats du monde de Biathlé Individuel | 1e   | 1e   | 1e   |